# ペンタレン
ペンタレン（pentalene）は、化学式 C8H6 で表される、二環式炭化水素である。5員環同士が縮環した炭化水素で、二重結合と単結合が交互に並んだ構造を持つ。これは、π電子の非局在化により、二重結合と単結合の中間程度の結合長を持つナフタレンやアズレンとは対照的である。
また、ナフタレンやアズレンが非常に安定であるのに対し、ペンタレンの誘導体は非常に不安定であり、ほとんどの場合、単離は不可能である。これは8電子の環状π電子系を持ち、反芳香族性を示すためである。

## 歴史
ペンタレンを部分構造としてもつ化合物は、すでに1912年に5,10-ジフェニルインデノ[2,1-a]インデンが合成されていた。
1922年にロバート・ロビンソンらは、ペンタレンをまだ発見されていない芳香族化合物の一員として提唱した。しかし、ペンタレンが芳香族化合物であるという考えは、1931年にエーリヒ・ヒュッケルによりヒュッケル則が提唱されると覆されることになった。
縮環構造の一部ではないペンタレン構造を持つ化合物として初めて合成されたのはヘキサフェニルペンタレンであり、1962年に合成された。また1973年にはアルキル置換ペンタレンを合成する一般的な方法が開発され、それを利用して1,3,5-トリ-tert-ブチル置換体が単離された。1,3,5-トリ-tert-ブチル置換体はNMRやX線結晶構造解析などによりその構造が詳しく研究されている。
無置換のペンタレンは1997年にマトリックス単離法によりはじめて存在が確認された。

## 性質
8電子の環状π電子系を持ち、ほぼ平面に近い構造を持つ。そのためヒュッケル則から反芳香族の性質を持つと予想されていた。実際、1,3,5-トリ-tert-ブチル置換体にはNMRで反芳香族の特徴の1つである常磁性環電流の存在が示唆されている。かさ高い置換基の無いペンタレンは極めて不安定であり容易に二量化する。ヘキサフェニルペンタレンは結晶状態では安定であるが、溶液中では空気と反応する。1,3,5-トリ-tert-ブチルペンタレンは結晶状態でもあまり安定ではなく、ヘキサン溶液の方が安定である。空気と徐々に反応するのはヘキサフェニルペンタレンと同様である。
二電子還元されたペンタレンジアニオンは10π電子系となり、安定な芳香族としての性質を示す。

## 合成
5,10-ジフェニルインデノ[2,1-a]インデンは5a,10a-ジヒドロインデノ[2,1-a]インデン-5,10-ジオンにフェニルマグネシウムブロミドを反応させた後、脱水することで合成された。ヘキサフェニルペンタレンは1,2,3-トリフェニルシクロペンタ-1,3-ジエンと1,2,3-トリフェニル-2-プロペン-1-オンを縮合させてジヒドロペンタレンとした後、NBSで脱水素して合成された。
その後、アルキルペンタレンの合成法として3-（シクロペンタ-2,4-ジエニリデン）-1-プロペニルジメチルアミンを加熱してジヒドロ（ジメチルアミノ）ペンタレンとした後、これを四級アンモニウム塩としてホフマン脱離させる方法が開発された。この方法を用いて1,3,5-トリ-tert-ブチルペンタレンが単離されている。
無置換のペンタレンはジヒドロペンタレンから合成されたペンタレンの二量体をアルゴン-窒素マトリックス中 20 Kで、光照射によって分解することで生成された。その構造は測定された赤外吸収スペクトルを計算機化学による予測と比較することによって確認されている。

## 構造
構造については1,3,5-トリ-tert-ブチルペンタレンで詳しく研究が行なわれている。NMRにおいては1位と3位、4位と6位、3a位と6a位の炭素は同じ化学シフトのシグナルを与え、2位と5位の炭素を通る対称面があるように見える。しかしX線結晶構造解析のデータではC1-C2が1.50Å、C2-C3が1.28Åとなっており、この対称面は存在しないことが明らかとなっている。NMRから予想された対称面は二重結合がシフトする化学平衡によるものだと考えられている。
また無置換のペンタレンの構造は計算機化学によって予想されている。こちらも二重結合（約1.33Å）と単結合（約1.47Å）がはっきりと区別できる構造となっている。